# 2014年金馬奇幻影展
2014年金馬奇幻影展是在2014年6月27日至7月19日，於臺灣的台北舉辦。

## 簡介
參展影片如下：
- 金基德《莫比烏斯》
- 埃德加·赖特《醉後末日》
- 宁浩《无人区》
- 艾利克斯·德·拉·伊格萊希亞《女巫不該讓男人流淚》

焦點導演：伍迪·艾倫
- 《性愛寶典》
- 《愛與死》
- 《安妮霍爾》
- 《曼哈頓》
- 《星塵往事》
- 《開羅紫玫瑰》

神祕場：強納生·格雷澤《肌膚之侵》

## 外部連結
- 金馬奇幻影展（页面存档备份，存于）